# Lingua tagoi
La lingua tagoi (ŋɔ̹́gɔ̹́lɛ̹́) è una lingua kordofaniana parlata in Sudan, nel Kordofan.

## Distribuzione geografica
La lingua tagoi, strettamente imparentata con il tagali, è parlata nei pressi della città di Rashad nel Kordofan meridionale, in Sudan, a circa 12 N, 31 E.  Conta in tutto circa 13.000 parlanti. 

## Dialetti e lingue derivate
Come molte altre lingue kordofaniane, ha un sistema nominale complesso e racchiude al suo interno diversi dialetti, come il Tumale, il tagoi vero e proprio, il Moreb e il Jebel Turjuk. Questo articolo tratterà le peculiarità linguistiche del Turjuk, altrimenti denominato Orig (ŋóórig).

## Fonologia
Le consonanti sono:
| p | t | c | k |  |
| f | s |   |   |  |
|   | r |   |   |  |
|   | l |   |   |  |
| m | n | ɲ |   |  |
|   |   | y | w |  |

Le plosive si distinguono tra occlusive o fricative.
Le plosive e le sonoranti possono dare luogo a geminazione. Possono aver luogo alcuni cluster consonantici (quasi sempre due consonanti), soprattutto dall'unione di sonoranti. Diffuse anche le prenasalizzate. 
ʃ, h, z si trovano in alcuni prestiti dall'arabo.
Il sistema vocalico non è ben definito. Sul versante fonetico sembra presentare tratti basilari: a, e, i, o, u, ɛ, ɔ, ɪ, ʊ, ə.
Pare che esistano tre tonemi: alto, basso, e talvolta discendente.

## Grammatica

### Sostantivi
Ogni sostantivo è composto da un prefisso e da un lessema. Il prefisso identifica il genere. Varia con il numero. 
I generi comprendono:
- w-, pl. y-: pare riguardi solo uomini e animali.  Es: wùttar "capo" > yáttar "capi"; wín "serpente" > yínét "serpenti".
- bilabiali-, pl. yi-, comprende la maggior parte degli alberi; eg wòr "um-kaddaqi" > yíwóórèn, púrn "braccio superiore" > yìbúrn.
- pl. senza cambio di iniziale, comprende una serie di termini che esprimono relazioni di parentela; es màrá "strada" > màrnát, àppá "padre" > àppánàt
- t-, pl. y-: soprattutto parti del corpo; es tárák "pelle" > yárák, téŋlàk "lingua" > yáŋùlàk.
- t-, pl. ŋ-: quasi esclusivamente parti del corpo; eg téŋlàk "lingua" > ŋéŋlàk, tìɲèn "dente" > ŋìɲèn.
- t- senza plurale: toponimi, nomi collettivi di persona
- y-, pl. ŋ-: un buon numero di frutti, ma anche tanti altri.  Es yé "uovo" > ŋíye; yìmbó "ginocchio" > ŋìmbó.
- ŋ- senza plurale: lingue, sostanze liquide, anche nomi verbali; es ŋə̹́gdìráá "Lingua araba" (< kə̀dráá "Arabo"), ŋàì "acqua".
- k-, pl. s-: sembra il genere più comune, che comprende vari campi semantici;  es kábà "capanna" > sábà, kám "capelli" > sám, kàdìrú "maiale" > sàdìrú.
- c-, pl. ɲ-: comprende vari campi semantici da cui si derivano anche vari diminutivi; eg: cíŋ "bambino, ragazzo" > ɲín; cúdén "uccello" > ɲúdén.

Nelle costruzioni con il genitivo, la testa del sintagma è seguita da un elemento di collegamento che concorda con il genere, a sua volta seguito dal sintagma del possessore; es. ɲín ɲi-adam "figlio di Adamo"; kʊs ki-gai "teschio (lett. osso della testa)".

### Aggettivi
Gli aggettivi seguono il nomo e concordano per genere e numero; es kús kàlló "osso sottile" > sús sàlló "ossa sottili".

#### Dimostrativi
Anche i dimostrativi seguono il nome e concordano per classe nominale. Essi sono: 
- tre brevi : -i- "questo" (con il prefisso di concordanza copiato prima e dopo la i), -ur, -un "quello".  Eg: gálám kɛ́k "questa matita" > sálmát sɛ́s "queste matite"; gálám kur "quella matita".
- tre lunghi, formate aggiungendo (-)-an al precedente; es wùskén wèwán "questo coltello", gálám kurkan "quella matita".

### Numeri
I numeri da uno a quattro sono normali aggettivi; es yʊ́r yùkók "due mani".  Non si conosce il comportamento di altri numeri. Quando si usa senza la testa di un sintagma, appaiono come segue, con il prefisso w- per i numeri 1-5:
1. wàttá, ùttá
2. wùkkók
3. wìttá
4. wàrʊ̀m
5. wʊ̹̀ràm
6. ɲérér
7. ʊ̀mʊ̀rgʊ́
8. tùppá
9. kʊ́mnàsá(n)
10. kʊ́mán

### Pronomi
I pronomi sono i seguenti:
|                | Indipendenti | Possessivi (concordano per classe nominale) | Soggetti del verbo | Oggetti del verbo |
| Io             | yìgə̹́n        | -ìríŋ                                       | y-                 | àd-               |
| Tu             | ɔ̀gə̜́n         | -ìrɔ́ŋ                                       | w-                 | nú-               |
| Egli/Ella/Esso | tùgə̜́n        | -ùrúŋ                                       | -                  | - (í-?)           |
| Noi            | nìgə̹́n        | -ìrín                                       | n-                 | àníŋg(ì)-         |
| Voi            | nɔ̀gə̜́n        | -ìrɔ́n                                       | ŋ-                 | núng(ì)-          |
| Essi / Loro    | nɛ̀gə̜́n        | -ìrɛ́n                                       | t-                 | níng(ì)-          |

Esempi di inflessione personale di ogni verbo: Musa àdúbìr "Musa mi ha picchiato"; yàyá "Io bevo".

#### Pronomi interrogativi
Comprendono agn "che,cosa?", tá̹jí̹n "chi?", nɛ́gán "dove?", cínàcɛ̀n "quale (maschile)?"

### Verbi
Pare esistano almeno quattro forme di base: presente (es y-ìlàm "Io guardo"), passato (es y-ílàm "Io guardai, guardavo"), imperativo (eg k-ìlmɛ́ "guarda!") e imperativo negativo (eg ánák w-èlm-ò "Non guardare").  La differenza tra presente e passato è marcata soprattutto dal tono: Basso ascendente o a volte Basso Durativo al presente, Alto discendente al passato. A volte sono stati osservati anche cambi di vocale. All'imperativo alcuni verbi prendono il prefisso k-, altri no; ciò dipende dalla presenza di una vocale all'inizio della forma verbale. 
Il verbo "essere" ha due diverse radici a seconda del tempo: -ɛ́n al presente, -ɪ́rɪ̀n al passato.
La negazione del verbo viene espressa dal prefisso k-, seguito dal verbo "essere".

### Sintassi
La sequenza di base è Verbo Oggetto Soggetto, anche al modo imperativo. I complementi di luogo precedono il verbo. Le frasi nominali usano il verbo "essere". I modificatori seguono solitamente la testa del sintagma. 